# This Ain't a Love Song (Scouting for Girls)
This Ain't a Love Song è un brano musicale del gruppo britannico Scouting for Girls prodotto da Andy Green per il secondo album del gruppo, intitolato Everybody Wants to Be on TV. Il brano, che è stato pubblicato come primo singolo estratto dall'album il 28 marzo 2010 è riuscito ad arrivare sino alla prima posizione della classifica dei singoli più venduti nel Regno Unito.

## Tracce
Download digitale Epic - (Sony)
1. This Ain't a Love Song - 3:31

CD Columbia 88697632852 (Sony) / EAN 0886976328528
1. This Ain't a Love Song - 3:31
2. Got to Keep Smiling -

## Classifiche
| Classifica (2010) | Posizione più alta |
| ----------------- | ------------------ |
| Australia         | 19                 |
| Austria           | 34                 |
| Belgio            | 24                 |
| Irlanda           | 4                  |
| Paesi Bassi       | 13                 |
| Nuova Zelanda     | 16                 |
| Regno Unito       | 11                 |